# Бланделл, Денис
Сэр Эдвард «Денис» Бланделл (англ. Sir Edward "Denis" Blundell 29 мая 1907, Веллингтон, Новая Зеландия — 24 сентября 1984, Таунсвилл, штат Квинсленд, Австралия) — новозеландский государственный деятель, генерал-губернатор Новой Зеландии (1972—1977).

## Биография
Окончил Тринити-колледж при Кембриджском университете. В 1929 г. начал заниматься адвокатской практикой. Во время Второй мировой войны дослужился до звания подполковника.
В 1962—1968 гг. — президент Ассоциации юристов Новой Зеландии, в 1966 г. — вице-президент Ассоциации юристов Азии и Тихоокеанского региона.
- 1968—1972 гг. — посол в Великобритании,
- 1972—1977 гг. — генерал-губернатор Новой Зеландии.

Профессионально играл в крикет. В 1959—1962 гг. возглавлял национальную федерацию борьбы.